# جورج مكنيل
جورج مكنيل (بالإنجليزية: George McNeill)‏ (19 فبراير 1947 في المملكة المتحدة - ) هو منافس ألعاب قوى ولاعب كرة قدم بريطاني في مركز جناح. لعب مع نادي هيبرنيان ونادي ستيرلينغ ألبيون ونادي غرينوك مورتون.

## وصلات خارجية
- جورج مكنيل قاعة قاعة إسكتلندا للمشاهير الرياضية (الإنجليزية)